# Revolución siciliana de 1848
La revolución siciliana de 1848 (en siciliano: Rivuluzzioni nnipinnintista siciliana due 1848; en italiano: Rivolution siciliana del 1848) que comenzó el 12 de enero de 1848 fue la primera de las numerosas revoluciones de 1848 que se extendieron por toda Europa. Fue una rebelión popular contra el gobierno de Fernando II de la Casa de Borbón, rey de las Dos Sicilias. Tres revoluciones contra el Reino Borbón de las Dos Sicilias se habían producido previamente en la isla de Sicilia a partir de 1800: la última dio lugar a un Estado independiente (el autoproclamado Reino de Sicilia) que sobrevivió durante 16 meses. La Constitución siciliana de 1848, que sobrevivió a los 16 meses, fue adelantada para su tiempo en términos democráticos liberales, al igual que la propuesta de una confederación italiana unificada de Estados. Fue en efecto un telón de fondo para el final del reino borbónico de las Dos Sicilias, completado finalmente por la Expedición de los Mil de Giuseppe Garibaldi en 1860, el asedio de Gaeta de 1860-1861 y la proclamación del Reino unificado de Italia.

## La Revolución

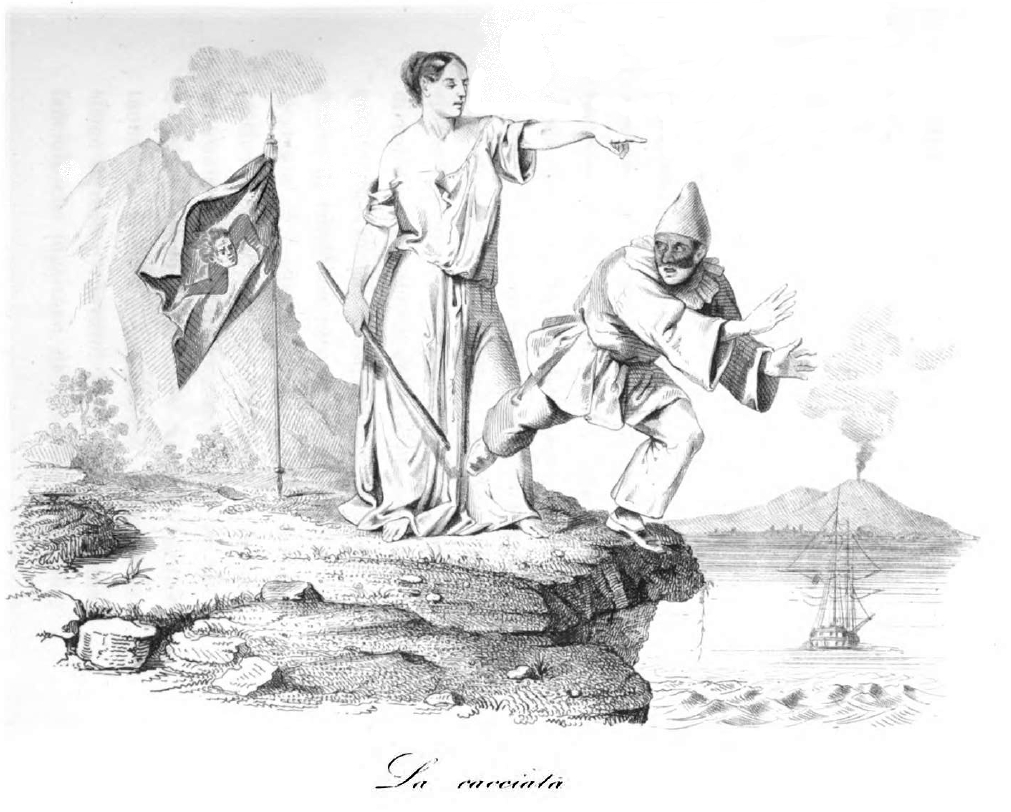
Impresión alegórica de la época que representa la expulsión de las tropas napolitanas de Sicilia al comienzo de la revuelta

Los antiguos reinos de Nápoles y Sicilia se unieron formalmente después del Congreso de Viena de 1815 para convertirse en el Reino Borbón de las Dos Sicilias. Ambas áreas geográficas habían formado previamente el único Reino de Sicilia creado por los normandos en el siglo XI, pero se dividió en dos después de la Guerra de las Vísperas Sicilianas en 1302.
Las semillas de la revolución de 1848 se sembraron antes de la derrota final de Napoleón y el Congreso de Viena. Esto ocurrió durante el tumultuoso período durante el cual en 1798 las tropas napoleónicas obligaron a la corte de Borbón a huir de Nápoles y a establecerse en Palermo, Sicilia, con la ayuda de la marina inglesa al mando del almirante Nelson. Los nobles sicilianos aprovecharon la oportunidad para forzar a los Borbones una nueva constitución para Sicilia. Sin embargo, después del Congreso de Viena en 1815, Fernando IV de Nápoles (y III de Sicilia) inmediatamente abolió la constitución al devolver la corte real a Nápoles.
La hostilidad de los sicilianos hacia el gobierno borbónico se debía a muchas razones, entre ellas la supresión de todas las formas de autonomía del pueblo siciliano y el predominio de elementos napolitanos, la pobreza de la isla, el duro régimen policial y las violaciones de los compromisos contraídos por los gobiernos de Nápoles. Estos sentimientos se vieron exacerbados en 1837 por una grave epidemia de cólera que causó casi 70. 000 muertes en Sicilia y que aumentó los sentimientos de desconfianza hacia el gobierno real, acusado de haber propagado voluntariamente la peste contaminando el agua y el aire. La tensión social estalló en un levantamiento popular que estalló en Siracusa y Catania.

### Acontecimientos políticos después de la revolución

Bandera usada por los Sicilianos durante esta revolución

La revolución de 1848 se organizó sustancialmente desde Palermo y se centró en él. El carácter popular de la revuelta se manifiesta en el hecho de que se repartieron carteles y panfletos tres días antes de que se produjeran los hechos sustantivos de la revolución, el 12 de enero de 1848. El momento fue planeado deliberadamente para coincidir con el cumpleaños de Fernando II de las Dos Sicilias, nacido en Palermo en 1810 (durante el período napoleónico mencionado anteriormente).
El tricolor italiano fue un símbolo de las revoluciones de 1848. El Gobierno Provisional de Sicilia, que entonces dio lugar al autoproclamado Reino de Sicilia, que duró del 12 de enero de 1848 al 15 de mayo de 1849 durante la revolución siciliana, adoptó el tricolor italiano como bandera, desfigurado con el trinacria o triskelion. Los insurgentes sicilianos cantaban en siciliano la popular canción Lu dudici jnnaru 1848 (en. "El 12 de enero de 1848"): [. . . ] 12 de enero, día del valor, desplegar el tricolor, libertad, libertad. [. . . ].